# Menntaskólinn í Reykjavík
El Menntaskólinn í Reykjavík (MR) es el más antiguo colegio de Reikiavik, Islandia. La escuela tiene su origen en 1056, cuando fue fundada en Skálholt y sigue siendo una de las instituciones más antiguas de Islandia. Luego fue trasladada a Reykjavik en 1786, pero las malas condiciones del establecimiento forzaron un nuevo traslado en 1805 a Bessastaðir, cerca de Reykjavik. En 1846 finalmente se trasladó a su ubicación actual en Reykjavik. Este era el edificio más grande en el país en su momento y puede ser visto en los billetes de 500 coronas islandesas. Fue utilizado inicialmente cuando el Alþingi comenzó a reunirse nuevamente en Reykjavik después de algunos años y aquí es donde el líder de la independencia Jón Sigurðsson dijo a los diputados su famosa frase «Vér mótmælum allir».
La escuela fue anteriormente conocida como «Lærði skólinn» (Escuela de Enseñanza), «Latínuskólinn» (Escuela de Latín), y con el nombre latino de "Reykjavicensis School". Su actual nombre lo recibió en 1937. La escuela ofrece cuatro años de cursos de estudio y usualmente finalizan con el título de «Stúdentspróf», lo que le da al estudiante graduado el derecho a figurar en una lista de universidades del país.
Algunos políticos islandeses, incluido el primer ministro Hannes Hafstein, el ex Primer Ministro de Islandia Davíð Oddsson, el expresidente Ólafur Ragnar Grímsson, y el anterior Presidente de Islandia, Guðni Thorlacius Jóhannesson, estudiaron en esta institución. La mayoría de los primeros ministros del país fueron educados en la escuela, como Halldór Ásgrímsson, Ólafur Jóhannesson y Þorsteinn Pálsson.

## Rectores desde 1846
- 1846-1851:  Sveinbjörn Egilsson
- 1851-1867:  Bjarni Jónsson
- 1867-1872:  Jens Sigurðsson
- 1872-1895:  Jón Þorkelsson
- 1895-1904:  Björn M. Ólsen
- 1904-1913:  Steingrímur Thorsteinsson
- 1913-1928:  Geir Zoëga
- 1928-1929:  Þorleifur H. Bjarnason
- 1929-1956:  Pálmi Hannesson
- 1956-1965:  Kristinn Ármannsson
- 1965-1970:  Einar Magnússon
- 1970-1996:  Guðni Guðmundsson
- 1996-2001:  Ragnheiður Torfadóttir
- 2001-2012:  Yngvi Pétursson
- 2012-2013: Linda Rós Michaelsdóttir
- 2013-2017: Yngvi Pétursson
- 2017-2022: Elísabet Siemsen
- 2022-presente: Sólveig Guðrún Hannesdóttir